# Gail Halvorsen
Gail Seymour Halvorsen, född 10 oktober 1920 i Salt Lake City, Utah, död 16 februari 2022 i Provo, Utah, var en amerikansk flygvapenofficer och pilot, mest känd som "Russinbombaren" eller "Godisbombaren" (en: Candy Bomber).

## Biografi
Under Berlinblockaden gav Halvorsen en grupp flygplansskådande barn några tuggummin. Han såg hur glada barnen blev av att få godis, och lovade att ge dem mer. Eftersom plan landade så ofta som var tredje minut under Berlins luftbro sa han att han skulle vicka på vingarna innan han landade, så att barnen skulle känna igen hans plan, och de började kalla honom Onkel Wackelflügel, (Farbror Ving-vickare).
Andra piloter hörde talas om detta och ville hjälpa till, och snart fick även hans chef, William H. Tunner höra talas om det. Tunner beslutade att godisutdelningen skulle utökas, och operationen kallades Operation Little Vittles.
Pressen fick folk att donera massvis med godis, och snart hängde även företagen på och började donera. Syjuntor tillverkade fallskärmar av näsdukar, och skolbarn hjälpte till att binda fast godiset i dem.
Vid blockadens slut hade cirka 25 flygplansbesättningar släppt 23 ton choklad, tuggummi och övriga sorters godis över Berlin. Halvorsen blev senare chef för Tempelhof-flygplatsen och blev även känd för sina alkoholfria middagsbjudningar och mottagningar, då han som mormon inte fick dricka alkohol.
Halvorsens gärningar har haft stor inverkan på relationen mellan Tyskland och USA, och han har synts i tysk TV många gånger, ofta med de barn, nu vuxna, som han gav godis till. 1974 mottog han Großes Bundesverdienstkreuz, och under Olympiska vinterspelen 2002 var det han som bar det tyska lagets plakat under inmarschen. Han besökte Berlin 2019 i samband med 70-årsjubileet av Berlinblockadens slut.
Godisbombningen har inspirerat USA:s flygvapen till liknande aktioner under jugoslaviska krigen och irakkriget.